# 第13號交響曲 (蕭士塔高維奇)
降B小調第13號交響曲，作品113，是蘇聯作曲家德米特里·蕭士達高維契的音樂作品。完成於1962年，为男低音独唱、男声合唱团与大编制管弦乐团而作，时长一小时，分五个乐章。完成同年12月18日，本曲在莫斯科由莫斯科愛樂樂團、指揮基里爾·康德拉辛、男低音维塔利·格罗马茨基及來自俄罗斯共和国模范合唱队（Республиканская русская хоровая капелла）、格涅辛音樂學院合唱團的男低音聲部作首演。
本曲第一樂章以娘子谷大屠殺事件為題裁，並選取俄國詩人葉甫根尼·葉夫圖申科於1961年為娘子谷所創作的詩篇作為交響曲的歌詞部份，因此這首交響曲亦冠以標題為「娘子谷」（«Бабий Яр»），但这类副标题并未题在肖斯塔科维奇乐谱的手稿上。此后四个乐章都以叶夫图申科的诗歌为歌词，各自描述苏联历史与生活的一个方面。有关本作的性质，常有说法将其描述为合唱交响曲、声乐套曲或者康塔塔。

## 背景
作為「革命三部曲」的最後一部，當蕭士達高維契完成了《第12號交響曲》並作首演後，便立即動筆開始創作另一首交響曲。據記載，他曾向作曲家傑尼索夫:272和評論家沃爾科夫分別提及他對任何形式的反猶太主義行為都極為憎恨。伏尔科夫在书籍《见证》中记载如下：
……如果犹太人能在俄国，在这个他们出生的地方平静、愉快地生活，那就好了。但是我们一定不能忘记反犹太主义的危险，并且一定要不断地提醒别人，因为这种病毒是活的，谁知道它会不会永远消失。
因为这个缘故，我在读到叶夫图申科的《娘子谷》的时候非常高兴，这首诗震撼了我。它震撼了成千上万的人。许多人听说过娘子谷大惨案，但是叶夫图申科的诗使他们理解了这个事件。先是德国人，后来是乌克兰政府，企图抹掉人们对娘子谷惨案的记忆，但是在叶夫图申科的诗出现后，这个事件显然永远也不会被忘却了。这就是艺术的力量。

人们在叶夫图申科写诗之前就知道娘子谷事件，但是他们沉默不语，在读了这首诗以后，打破了沉默。艺术摧毁了沉默。——Volkov 2015，第180—181页
蘇聯當時雖由較開明的赫魯曉夫掌政，但蘇軍和德軍於二戰時期先結盟後決裂的曖昧關係，一直以來都被視為官方的禁忌。上一任蘇共總書記斯大林更曾聲稱在蘇聯境內從沒有發生過種族滅絕的事件。同時，所有跟猶太屠殺相關的內容，當時都被禁止刊載及出版。葉夫圖申科的詩集，最先是1961年9月在一份文化周報《文學報》中最先被刊載的，同时期还有亚历山大·索尔仁尼琴的小说《伊凡·杰尼索维奇的一天》刊载于《新世界》，这些事件都发生在尼基塔·赫鲁晓夫执政期间一波反斯大林主义的文学浪潮之中。但这一浪潮很快退去。:399—400

### 作曲

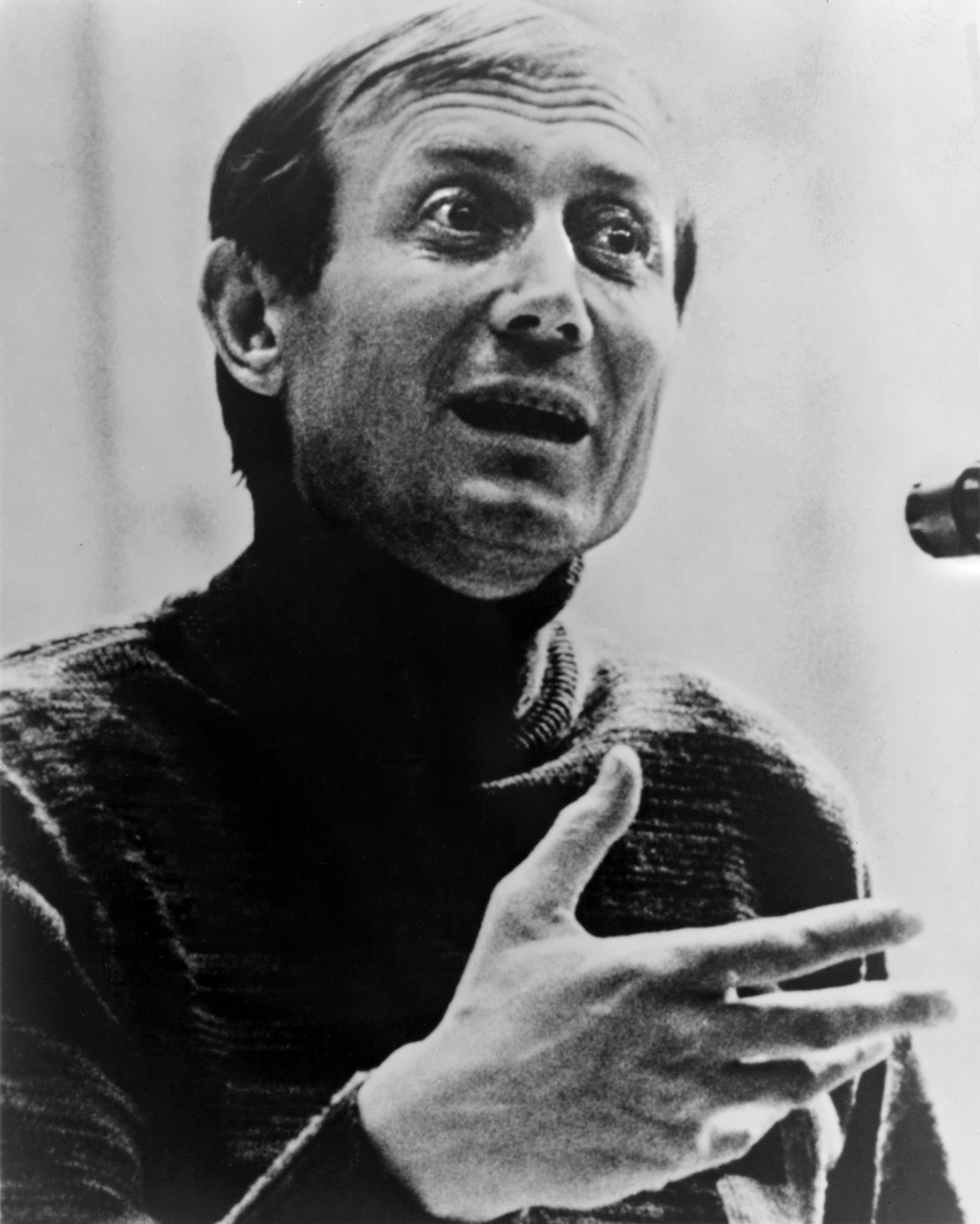
叶夫根尼·叶夫图申科，约1979年

这部交响曲原先计划写成单乐章的「声乐-交响诗」。:400到当年5月末，肖斯塔科维奇又找到了叶夫图申科另外三首诗作，他于是将作品扩张成多乐章的合唱交响曲，方式是扩充「娘子谷的」描写犹太人苦难的主题，用叶夫图申科所作、描述苏联其他弊政的诗句补全。应作曲家的要求，叶夫图申科又为第四乐章「恐惧」创作了歌词。不到6周，肖斯塔科维奇将这新增加的四篇乐章谱完音乐，在1962年7月20日敲定，当天其人正在住院。此日肖氏即出院，乘夜班列车直奔基辅，将曲谱展示给男低音歌手鲍里斯·格梅里亚（Борис Гмыря），肖氏特别敬重这名艺术家，格氏也希望演唱作品的独唱部分。从基辅肖氏又前去列宁格勒将曲谱交给指挥家叶夫根尼·穆拉文斯基。:403
叶夫图申科回忆自己听到作曲家为他奏唱整部交响曲时的情况如下：
……我惊呆了，首先最主要是被他选择这样没有共同点的几首诗给震撼到了。我以前从来没想过这几首诗还能联合成这样。在我的书（《挥手集》）里我都没把它们挨着个排。但这里欢乐的、年轻的、反对官僚主义的「事业」和那首「幽默」的诗，那首诗满是无忧无虑的句子，还有这忧愁的、生动的，讲在商店里排着队的俄罗斯女人的诗，它们连结在了一起。然后是「在俄罗斯，恐惧正消逝」。肖斯塔科维奇按自己的方式解读了诗歌，给了这首诗它以前没有的深度和见解……肖斯塔科维奇把所有这些诗串在一起，他就这样彻头彻尾地改变了我作为诗人的身份。——引自Wilson 2006，第413—414页
谈到对《娘子谷》的谱曲，叶夫图申科还补充道「如果我能写曲子的话，我会写得和肖斯塔科维奇写的一模一样……他的音乐让这首诗更了不起、更有意义、更有力量。一句话，变成了好得多的诗。」
从1943年起，肖斯塔科维奇开始在音乐中大量运用「犹太主题」，1948年至1952年间，以及1959年后，他有许多作品吸收了犹太音乐的元素，如《第1号小提琴协奏曲》（1947年－1948年）、《犹太民间诗歌选》（1948年）、《第8号弦乐四重奏》（1960年）等。:363-364作于1962年的本作第13号交响曲同样有鲜明的犹太元素，但这里犹太元素是表现在歌词中，已经非常明确，所以音乐反而并无犹太色彩。:366

### 争议渐增
1962年3月27日，肖斯塔科维奇已经完成第一乐章的谱曲工作，蕭氏的創作意念已被傳達至赫魯曉夫，当时叶夫图申科却早成为批判运动的标的，:400因为有人认为他在政治上不安分。赫魯曉夫對如此的題裁顯然甚不滿意，赫氏的喉舌掀起运动攻击叶夫图申科的名誉，指责诗人把猶太人受到苦難的重要性放得比俄羅斯人受的苦還要高。:400知识阶层将其称作「闺房诗人」——换言之，将其称作道德说教者。:366-367后来肖斯塔科维奇在一封日期记作1965年10月26日、寄给学生鲍里斯·季先科（Борис Тищенко）的信中为诗人辩护，他写道：
至于「道德说教」的诗是什么东西，我不明白。为什么它，按你主张的那样说，就不是「最优秀的一批」。道德是良心的孪生姐妹。而因为叶夫图申科写良心的事，上帝把所有最好的赐给他。每天早上，我不做晨祷，就再读——啊，就再从记忆里背出来——叶夫图申科写的两首诗，《靴子》和《事业》。《靴子》讲良心，《事业》讲道德。人不应该被夺走了良心。失掉良心就是失掉一切。——引自Fay 2000，第229页
就苏联共产党而言，将具有争议的文字放在公共音乐会演出，还有交响音乐伴奏，比起单纯在房屋中私下朗读同样的文字，其可能造成的影响是大得多的。于是赫鲁晓夫在首演之前大加批评、威胁停演，这类事情当并不使人惊讶。:367按伏尔科夫《见证》所载，肖斯塔科维奇如此表示：
在这件事情上，赫鲁晓夫对音乐根本不在乎，他生气的是叶夫图申科的诗。但是音乐战线上的某些战士的确精神抖擞起来了。看！肖斯塔科维奇又一次自己证明他这个人是不值得信任的。抓住他！于是开始了一个令人作呕的毒化运动。他们想把所有人都从叶夫图申科和我这里吓跑。——Volkov 2015，第174页
到1962年秋季中间时，歌手鲍里斯·格梅里亚迫于当地党委会的压力退出了首演。他向作曲家写信，解释道鉴于文字可疑，他谢绝演出这部作品。:403指挥叶夫根尼·穆拉文斯基很快也效仿，虽然他给自己辩护的理由出于其他方面，无关政治。:403随后肖斯塔科维奇请基里尔·康德拉辛指挥作品。当时有两名歌手预定参演，维克多·涅奇派洛（Виктор Нечипайло）负责在首演中演唱，维塔利·格罗马茨基参演则是为以防万一需要替补。涅奇派洛在即将演出前的最后一刻被迫离去（理由是往大剧院参加威尔第所作歌剧《唐·卡洛》的演出，顶替一名不得不奉命「生病」的歌手），康德拉辛也遭到要求退出，但他拒绝。:409随后指挥即受到压力，要求他撤下第一乐章。:409:367

### 首演

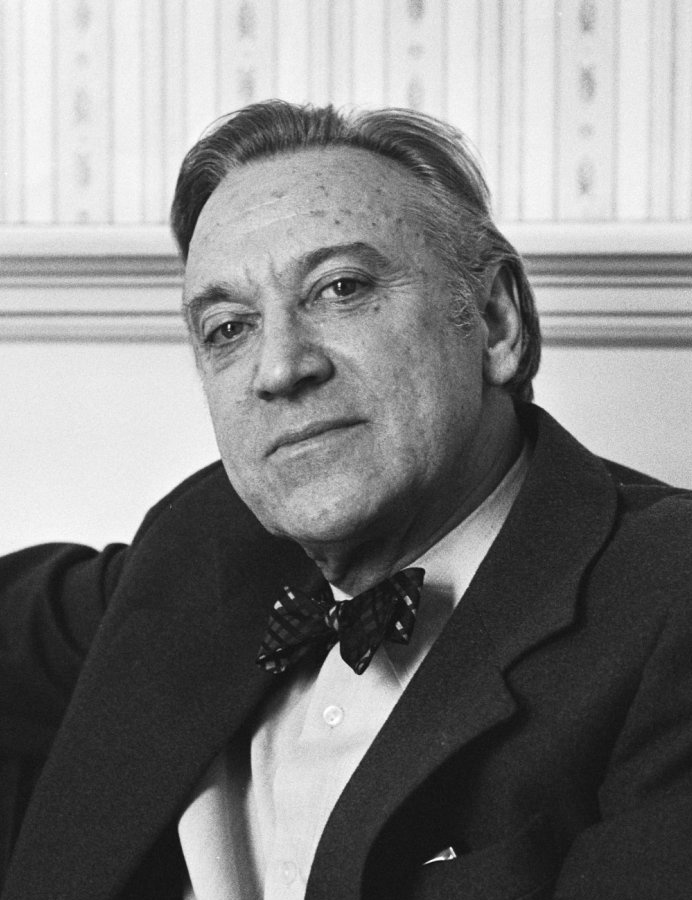
基里尔·康德拉辛曾于1962年指挥本交响曲首演

音乐会当天，来自当局的干预持续终日。原定用于转播的摄影机在喧嚷中拆毁。整个合唱团威胁退场，叶夫图申科孤注一掷，演说一番，才使合唱团没有兑现威胁。首演最终于1962年12月18日全本上演，:367政府包厢空无一人，整个剧院却人山人海。交响曲演出后是经久不息的热烈掌声。:230康德拉辛回忆道：「第一乐章结束的时候听众开始歇斯底里地鼓掌、大喊。当时的气氛这样够紧张了，我向他们挥手让他们冷静下来。我们马上开始演奏第二乐章，这样免得把肖斯塔科维奇带到尴尬的境地。」雕塑家恩斯特·涅伊兹韦斯内伊当时在场，后来提到：「大事啊！有种感觉，好像什么不敢相信的事情正在发生。有意思的地方是交响曲结束的时候一开始没有掌声，只是不寻常的、长长的停顿——长得我都想着可能有什么阴谋。可是然后听众就爆发出狂热的掌声，还有的大喊。」

### 更改的诗行
康德拉辛指挥第13号交响曲演出两次，第三次本定于1963年1月15日演出。但1963年初有消息提到叶夫图申科发表了一版重写的、政治正确了的《娘子谷》，长度是原诗两倍。:410曾写作肖斯塔科维奇传记的音乐学家劳瑞尔·费伊坚持认为这样一部作品并没有公开，然而叶夫图申科确实为八行最犯忌讳、为当局所质疑的诗句写了新版本，此事是事实。:236
诗歌其余的部分与改动的八行同样激烈直指苏联执政当局，所以作出这些改变是出于更确切的原因。作曲家并不希望看到新版本配上音乐，但他明白原版基本不会再有上演机会，故作曲家同意演出新版，但并没有将改动的诗行加入交响曲的手稿中。:368
| 原文及翻译 | 新版及翻译 |
| --- | --- |
| 我此刻觉得，我是犹大。 我徘徊在古代埃及。 我被钉死在十字架， 身上至今还有钉子的痕迹。 …… 我自己也像一串无声的呐喊， 面对地下成千上万的冤魂。 我是此处每一个被枪杀的老人。 我是此处每一个被枪杀的孩子。:55, 63 | 我此刻仿佛站在泉源之前 让我坚信手足间的情谊。 这里俄罗斯人和乌克兰人 与犹太人沉眠同一土地。 …… 我遥想俄罗斯英雄的壮举， 舍身挡住法西斯的前路， 就算从那最不起眼的露珠 我也贴近全部精魂命运。 |

然而即使换上修改的诗句，本交响曲获得的演出次数相对仍然不多——1963年2月在莫斯科二场，歌词经过修改；旋即明斯克一场，歌词为原本；另外还有高尔基、列宁格勒、新西伯利亚。:410, 脚注27这些演出之后，本作实际上在整个苏东集团都遭到禁演，东柏林仍然有首演，但这不过因为当地审查机构忘记事前向莫斯科知会此事。:477同时，本作乐谱的复制品偷运到西方，歌词为原本。1970年1月，尤金·奥曼迪指挥费城交响乐团在西方世界首演本曲，并留下本曲在西方的第一份录音。
除「娘子谷」乐章之外，「恐惧」乐章在余下几个乐章中受到当局的进攻最为凶猛。为使交响曲能够继续上演，这一章诗歌中七行遭到替换，被替换的几行内容提到未经审判的监禁、对穷苦人民的无视和文艺人士经历的恐惧。:140

## 分析

### 配器
本交响曲要求男低音独唱一人、男低音合唱团以及管弦乐团各一个，其中管弦乐团配器如下：
| 木管组 短笛1人 长笛2人 双簧管3人（第三人兼演奏英国管） 单簧管3人（第二人兼演奏降E调单簧管，第三人兼演奏低音单簧管） 巴松3人（第三人兼演奏低音巴松管） 铜管组 圆号4人 小号3人 长号3人 大号1人 | 打击乐组 定音鼓 三角铁 响板 乐鞭 响木 铃鼓 小鼓 大鼓 铜钹 管钟 锣 | 键盘乐组 钟琴 木琴 钢片琴 钢琴 弦乐组 竖琴2人（如有可能则再加倍） 第一小提琴 第二小提琴 中提琴组 大提琴组 低音提琴组 |

### 結構
本交响曲包含如下五个乐章：
1. 「娘子谷」（«Бабий Яр»）：柔板（15分钟－18分钟）

这一乐章中，肖斯塔科维奇与叶夫图申科用基辅附近一场发生在1941年的、纳粹对犹太人下手的大屠杀为材料，将其转化为对各种形式反犹主义的揭发谴责。（虽然苏联当局在娘子谷没有立下纪念碑，此地仍然成为苏联犹太人参谒之处。）:366作曲家将诗歌设计出一系列戏剧性的段落插入其中——德雷福斯事件、比亚韦斯托克大屠杀、安妮·弗兰克的故事——将它们写成扩展开的插曲，而令这一乐章得到冲突跌宕的结构，又有歌剧充满戏剧意味的意象，使用的音乐描画如在眼前，并用到生动的绘词法。举例而言，于狱中的德雷福斯，描画用伞尖穿过牢房铁栅，戳刺而嘲笑他的场景，其方式或即为用铜管奏出两个加重的八分音符；而于安妮·弗兰克的段落而言，则有描画不断加剧的威胁，直到绘出朝弗兰克一家藏身之处破门而入的音乐图景，这时描画达到顶峰，标志这一家人终于陷入罗网。:401不过叶夫图申科的诗中也提到俄罗斯人「是真正的国际主义」，只是一群「卑鄙」的人自称「人民联盟」而作出了反犹的行径。:59
1. 「幽默」（«Юмор»）： 小快板（8分钟－9分钟）

作曲家引用其作品号62的套曲《根据英国诗人诗句而作的六首浪漫曲》中第三首歌（歌词为苏格兰诗人罗伯特·彭斯所作「临刑的麦克弗森」）的曲调，为叶夫图申科在这一章的诗作润色。诗歌中，诗人描绘出幽默的精神，无数次被扼杀，无数次复生，:231直斥历代暴君束缚聪明机巧徒劳的妄想。:366乐章表现出如滑稽杂剧的姿态，发出嘲讽，有马勒的风格，:401不仅是轻快或者幽默，更有机巧、讽刺与滑稽的模仿。:138音乐的能量抑制不住，为如此道理作出证明，即：如同勇气与愚蠢一般，幽默即使以「当着绞刑架的面大笑」的方式表现，也一样不能抑制、没有终结（又及，这个概念在彭斯的诗作中也有体现）。:402
1. 「在商店里」（«В магазине»）：柔板（10分钟－13分钟）

这一乐章有关在商店里排队的苏联妇女，写到她们的艰难。乐章也是对耐心容忍的一曲致敬。这样的情景在肖斯塔科维奇而言激起的同情感并不少于民族偏见与无端暴力。:401本章以哀歌形式谱曲，合唱团在乐章结尾不再以齐唱方式歌唱，而以两个和谐的和声作结，是全交响曲中唯一一次，这一结尾落在变格终止式上，其在本曲中的作用与基督宗教礼拜式上所唱「阿们」大略相近。:401
1. 「恐惧」（«Страхи»）：广板（11分钟－13分钟）

这一乐章所触碰的主题有苏联境内的压抑，是全交响曲五个乐章中音乐最精巧的一章。乐章使用多种音乐主题强调所传达的信息，有愤怒的进行曲，而至于不断于安静狂暴间交替的插部。:140有一点值得注意，即此乐章的配器效果——举例而言，大号声听来能使人回想肖氏第4号交响曲第一乐章中「午夜逮捕」的片段——这些配器效果包含有作曲家早年现代主义时期以来一些最为大胆的乐器风格。:231
乐章的和声混沌不清，为乐曲倾注深切的不安感，此时合唱团以单调的音调吟唱诗歌第一行：
|                            | 在俄罗斯，恐惧正消逝。 |
| ——引自Wilson 2006，第401页 |                        |

之后直到叶夫图申科所写出宣传性的诗行：
|                            | 我们不怕在风雪中挥汗，//也不怕冒着炮火参战， |
| ——引自Wilson 2006，第401页 |                                              |

肖斯塔科维奇为这句诗配乐时，原先的不安氛围才得以解除。作曲家此处音乐是戏仿苏联一首进行曲，名称为《同志们勇敢地前进》（«Смело товарищи в ногу»）。:401
1. 「事业」（«Карьера»）：小快板（11分钟－13分钟）

这一乐章以长笛组和持续奏出降B音的低音提琴演出的二重奏为开始，如同牧歌，营造出暴风雨后阳光下照的音乐效果，:402乐章本身却是对官僚主义的挖苦进攻，直指自私自利与呆滞的一团和气，同时也是对真正天才创造力的致敬。:366本乐章作为末乐章与其他一些作品带有讽刺意味的末乐章相承继，特别是肖斯塔科维奇第8号交响曲与第4号、第6号弦乐四重奏等等。:231此乐章中独唱歌手与合唱团一唱一和，互相平等，讽刺意味则由巴松和其他木管乐器在旁表现，小号猝然尖声撞进，也有讽刺效果。:402另外相比其他乐章而言，这一乐章需要更多纯器乐段落，作为人声唱段之间的衔接。:140

### 对体裁的争论
本交响曲为男低音独唱歌手、男声合唱团和管弦乐团写作，除合唱交响曲外，有各种说法讨论其体裁：有说法认为其是交响康塔塔，:270有说法认为是管弦伴奏的声乐套曲。:369本作的音乐虽然自有其生命与逻辑，却仍与歌词紧密联系。合唱团前后都使用齐唱，常给人以合唱吟诵的印象，而男低音独唱的片段则又有近乎「朗诵唱」（speech-song）的观感。虽然如此，肖斯塔科维奇仍为作品搭建了坚实的、属于交响曲的框架——戏剧感强烈的开头乐章、谐谑曲、两个慢乐章，最后终曲，这样的框架充分证明本作是交响曲。:270

### 受到穆索尔斯基影响
肖斯塔科维奇曾为莫杰斯特·穆索尔斯基的作品《鲍里斯·戈杜诺夫》《霍万希纳》《死之歌舞》配器，这种经历与本作第13号交响曲，包括肖氏晚期作品都有重大关联。:369作曲家的声乐作品，其大部分是沉浸于穆氏作品之后创作出的，:369他写作声乐，间奏短小、音调多有重复、注意自然吐字，这些方法可谓都是直接取自穆索尔斯基。:370据载肖斯塔科维奇曾明说这一作曲前辈对他的影响，他表示「改编穆索尔斯基的作品的工作澄清了我自己工作中的一些重要问题……《霍万希纳》里有些东西移植进了《第十三交响乐》……」:261

## 参看
- 《缅怀娘子谷的受难者》（«Памяти мучеников Бабьего Яра»），苏联乌克兰犹太裔作曲家德米特里·克列巴诺夫（烏克蘭語：Дмитрo Клебанiв）于1945年所作第1号交响曲

### 參照
1. ↑   (PDF). Sikorski Musikverlage Hamburg. 2011  [2022-08-29]. （原始内容存档 (PDF)于2020-08-02）. 
【如所知，虽然第13号交响曲「娘子谷」的名号广为流传，按克日什托夫·梅耶的说法，实际上并没有这样的副标题，出版的新编作品集第13卷中印出了乐谱，同样没有出现这个题名。】
2. 1 2 3 4 5 6 7 8 9 10 11 12 13 14 15 16 17 18 19 20 21 22  Wilson 2006
3. 1 2 3 4 5 6 7 8 9 10 11 12 13 14 15 16 17  Maes 2002
4. ↑  引自Wilson 2006，第413頁
5. ↑  Vishenevskaya, Galina. . 由Daniels, Guy翻译. Harcourt Brace Jovanovich. 1984: 278. ISBN 978-0-151-34250-1.
6. 1 2 3 4  MacDonald 1990
7. ↑  引自Wilson 2006，第409—410頁
8. ↑  引自Volkov 2004，第274頁
9. ↑  Fay 2000
10. 1 2  叶夫图申科. . . 由刘文飞翻译. 北京: 商务印书馆. 2020. ISBN 978-7-100-18214-0.
11. ↑  Cohn, Arthur.  (音像媒体说明). RCA. 1970. LSC-3162.
12. 1 2 3 4  Blokker & Dearling 1979
13. ↑  Shostakovich, Dmitri. Iakubov, Manashir , 编. .  13. DSCH Publishers. 2011.
14. 1 2  Schwarz 1980
15. ↑  Volkov 2015

## 書籍
- Blokker, Roy; Dearling, Robert. . London: The Tantivy Press. 1979. ISBN 978-0-8386-1948-3 （英语）.
- Fay, Laurel. . Oxford: Oxford University Press. 2000. ISBN 978-0-19-513438-4 （英语）.
- Figes, Orlando. . New York: Picador. 2002. ISBN 978-0-312-42195-3 （英语）.
- Layton, Robert. Simpson, Robert , 编. . New York: Drake Publishing Inc. 1972. ISBN 978-0-87749-245-0 （英语）.
- MacDonald, Ian. . Reprinted & updated in 2006. Boston: Northeastren University Press. 1990. ISBN 0-19-284026-6 （英语）.
- Maes, Francis. . 由Pomerans, Arnold J.; Pomerans, Erica翻译. Berkeley, Los Angeles and London: University of California Press. 2002. ISBN 0-520-21815-9 （英语）.
- Schwarz, Boris. Sadie, Stanley , 编.  17. London: Macmillan. 1980. ISBN 978-0-333-23111-1 （英语）.
- Volkov, Solomon (编).  [见证——肖斯塔科维奇回忆录]. 由叶琼芳翻译. 北京: 作家出版社. 2015. ISBN 978-7-5063-8272-4.
- Volkov, Solomon. . 由Bouis, Antonina W.翻译. New York: Alfred A. Knopf. 2004. ISBN 978-0-375-41082-6 （英语）.
- Wilson, Elizabeth.  Second. Princeton, New Jersey: Princeton University Press. 2006. ISBN 0-691-12886-3 （英语）.

## 外部連結
- 陳浩才談蕭士達高維契《第13號交響曲》 （页面存档备份，存于）
- 诗歌的俄语原文及英译（原本） （页面存档备份，存于）